# Bougainville-i csata
A bougainville-i csata a második világháború egyik ütközete volt a csendes-óceáni hadszíntéren 1943. október 27. és 1945. augusztus 21. között.
A támadók célja az volt, hogy áttörjék a japán védelmi rendszert, amelyet a Bismarck-szigetcsoport tagjain hoztak létre, keletre Új-Guineától, a Salamon-tengeren, és elszigeteljék a nagy japán támaszpontot, Rabault. A hadműveletben fontos szerepet szántak Bougainville-nek, amelyen hat repülőteret működtettek a japánok.
Az amerikaiak több elterelő akció után az Auguszta császárné-öbölben szálltak partra, messze a japán főerőktől. Mivel a szigetet hegyek tarkították és a területet sűrű őserdő borította, a japánok csak több hónapos, rendkívül nagy erőfeszítéseket igénylő menetelés után érhettek a helyszínre. A sűrű dzsungel azonban az amerikaiak dolgát is megnehezítette, mert csak nehezen tudtak a partról a sziget belsejébe hatolni.
A partraszállás kis ellenállás mellett zajlott, így a nap végére 14 ezer katona és hatezer tonna ellátmány érkezett Bougainville partjaira. Az akció sikere komoly veszélybe került az első éjszaka, amikor egy nagy japán hajóegység 75 kilométerre megközelítette a keskeny hídfőt, de Aaron Stanton Merrill ellentengernagy rombolói és cirkálói visszaverték őket. A hasonló akciók megakadályozása érdekében az amerikai repülők november 5-én csapást mértek Rabaulra, majd 11-én ismét bombáztak. A japán felszíni egységek visszavonultak Truk védelmébe.
Közben Bougainville-en folytatódtak a kisebb csatározások a meredek hegyoldalakkal határolt hegygerincekért és -csúcsokért, valamint a dzsungelben vezető ösvényekért. Az amerikaiaknak sikerült kiszélesíteniük a hídfőt, és az utászok megkezdték a repülőtér építését. A kifutópálya december 10-én 17 F4U Corsairt fogadott. Ezzel teljesült a bougainville-i akció célja, a Rabaul közeli repülőtér beüzemelése.
A japánok több nagyobb ellentámadást indítottak 1943 őszén, majd 1944 tavaszán, de valamennyi sikertelenül végződött, és kénytelenek voltak visszavonulni megerősített bázisaikba. 1944 végén ausztrál csapatok váltották fel az amerikaiakat, és egészen 1945. augusztus 11-éig, Japán fegyverletételéig szorongatták a védőket.

## Előzmények

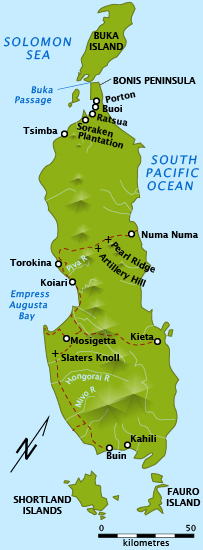
Bougainville

A Salamon-szigeteki Bougainville a háború előtt Ausztráliához tartozott. A japánok 1942 tavaszán foglalták el a 230 kilométer hosszú, hegedű alakú szigetet, amely nagyjából 500 kilométerre délkeletre fekszik a háborúban stratégiai jelentőséggel bíró Új-Britanniától. A sziget földrajza a védőknek kedvezett: magas, fával sűrűn benőtt hegyek, köztük két aktív vulkán található Bougainville-en. A partok keskenyek voltak, ami megnehezítette a partraszállást. A sziget katonai értékét növelte, hogy hat repülőtér működött rajta: négy a déli parton, Buinnál, két másik az északin, Bukánál és Boninnál.
A szövetségesek 1943 tavaszán kidolgozták a Cartwheel hadműveletet. Az akciót, amely több összehangolt hadműveletet irányzott elő, 1943. június 30-án indította meg Douglas MacArthur amerikai tábornok. A cél az volt, hogy áttörjék a japán védelmi rendszert, amelyet a Bismarck-szigetcsoport tagjain hoztak létre, keletre Új-Guineától, a Salamon-tengeren. A japán bázisok védték a birodalom korábbi hódításait a Holland Kelet-Indiákon és a Fülöp-szigeteken, valamint kiinduló pontjai lehettek egy Ausztrália és Új-Zéland elleni akciónak. A hadművelet csak azután indulhatott, hogy a szövetségesek Guadalcanal és a Pápua-félsziget megtisztításával megnyitották az utat az új-britanniai Rabaul, a nagy japán támaszpont felé.
A szövetségesek több nagy támadást indítottak a stratégiai pontokért. A Postern hadművelet keretében az ausztrál csapatok 1943. szeptember 4-én partra szálltak a Új-Guineán található Laétól keletre. Ugyanezen a napon ejtőernyősöket dobtak le az onnan 15 kilométerre fekvő Nadzabnál, és a két erő Laénál találkozott. A japánok úgy döntöttek, hogy kiürítik a területet. Salamaua települést szeptember 11-én, Laét öt nappal később foglalták el a szövetségesek. Ezt követően két akció indult, az egyik a Huon-félsziget megtisztítására, a másik a Finisterre-hegységben védekező japánok kifüstölésére.
A Huon-félszigeti előrenyomulás megijesztette a sziget másik felén, Rabaulban állomásozó japánokat, mivel köztük és a támadó erők között csak Bougainville állt. Ezért arra utasították Imamura Hitosi tábornokot, hogy minden rendelkezésre álló tartalékkal védje meg Bougainville-t. Koga Mineicsi tengernagy parancsot kapott arra, hogy segítsen, de addigra flottájával Trukból Eniwetok felé indult. Ez azt jelentette, nem érhetett időben a helyszínre ahhoz, hogy beavatkozzon az amerikai invázióba. Az amerikaiak úgy becsülték, hogy nagyjából 35 ezer ellenséges katona állomásozik a szigeten. Bougainville védői között volt a nankingi atrocitásokért felelős 6. birodalmi hadosztály is.
A bougainville-i partraszállás előtt, augusztus második felétől az amerikaiak elfoglalták Bougainville-től délre fekvő Vella Lavella-szigetet. A sziget elfoglalása, október 6-a éjszaka három romboló – a Fletcher osztályú USS Chevalier (DD 451) és USS O'Bannon (DD 450), illetve a Porter osztályú USS Selfridge (DD 357) – megtámadott egy kilenc japán rombolóval biztosított éjszakai konvojt, amely evakuált Vella Lavella-ból és erősítést vitt Bougainville-re. Az egyenlőtlen összecsapásban a Chevalier romboló elsüllyedt, a két másik súlyos károkat szenvedett.

## Tervezés
William F. Halsey tengernagy és stábja kidolgozott egy tervet, amely anélkül tette lehetővé a bougainville-i repülőterek semlegesítését, hogy a nagy támaszpontokat, Buint vagy Bukát megtámadnák. A szigetet védő 25 ezer japán katona és 12 ezer haditengerész főleg ezeken a megerősített támaszpontokon tartózkodott. Úgy döntöttek, hogy az amerikai katonák egy kevéssé védett tengerparton szállnak partra, majd építenek egy repülőteret, és azt megtartják. A felderítések alapján az Auguszta császárné-öblöt jelölték ki az invázióra. A tervezők között hosszas vita alakult ki arról, hogy lehetséges-e repteret építeni a Torokina-fok körüli mocsaras területen, de Halsey végül közbevágott: „Torokinában lesz. Most pedig lóra!” Az invázió a Cseresznyevirágzás hadművelet (Operation Cherryblossom) nevet kapta.
Alexander A. Vandegrift tábornokot Washingtonba tartó útjáról rendelték vissza, hogy vegye át a 3. tengerészgyalogos hadosztály irányítását, miután annak parancsnoka rejtélyes körülmények között kizuhant a noumeai tiszti szálló harmadik emeleti ablakából. A tervek azzal számoltak, hogy Vandegrift katonái lépnek először a szárazföldre, őket a szárazföldi erők 37. hadosztálya követi Robert S. Beightler vezérőrnagy vezetésével. Mivel a japánokat meg akarták téveszteni, úgy döntöttek, hogy a haditengerészet erői a két nagy támaszpontot, Buint és Bukát lövik majd, a kijelölt partszakasz pedig nem kap komoly tüzérségi előkészítést. Úgy vélték, hogy a mocsaras, úthálózat nélküli területet legfeljebb ezer katona védi, és a hatékony ellentámadás megszervezéséhez a déli támaszpontokból akár három hónapra is szükség lehet.
A tervezők fontolgatták a kietai partraszállás lehetőségét is, ahol az Auguszta császárnő-öbölbelinél jobb horgonyzóhelyek voltak, de ez a terület távol esett Rabaultól, ráadásul jobb összeköttetésben volt a déli japán bázisokkal, valamint a partraszállás megkezdése előtt biztosítani kellett volna Choiseul-szigetet. Késő szeptemberben tengeralattjáróról felderítő egységeket tettek partra Kietánál, amelyek úgy találták, a kikötő rosszabb, mint gondolták, viszont a Torokina-foknál a vártnál kedvezőbb feltételekre bukkantak.
Eredetileg a Shortland-szigetek inváziója is szerepelt a tervekben, de azt törölték, mert nem találtak megfelelő partszakaszt. Úgy döntöttek, a bougeinville-i akcióval párhuzamosan az új-zélandiak elfoglalják a közeli Treasury-sziget repülőterét, egy másik elterelő hadműveletben pedig tengerészgyalogosok szállnak partra a Choiseul-szigeten. Choiseul Bougeinville keleti, a Treasury-sziget pedig nyugati partja mentén fekszik, ezért a tervezők azzal számoltak, hogy az előbbiről Kieta, az utóbbiról az Auguszta császárné-öböl felé nyomulhatnak szükség esetén. Végül Vella Lavella inváziója és a kevés rendelkezésre álló szállítóeszköz miatt mindkét akció korlátozott méretű, elsősorban diverziós célú lett.
Roy S. Geiger tábornok, aki a partraszállás után átvette Vandegrift csapatait, úgy magyarázta a haditervet, mint „jobbkezes rövid szurkálások sorozata, amely kibillenti egyensúlyából az ellenfelet, és elrejti előke a balhorog valódi erejét, amelyet a rekeszizmára mérünk, az Auguszta császárné-öbölnél”.

## Támadás

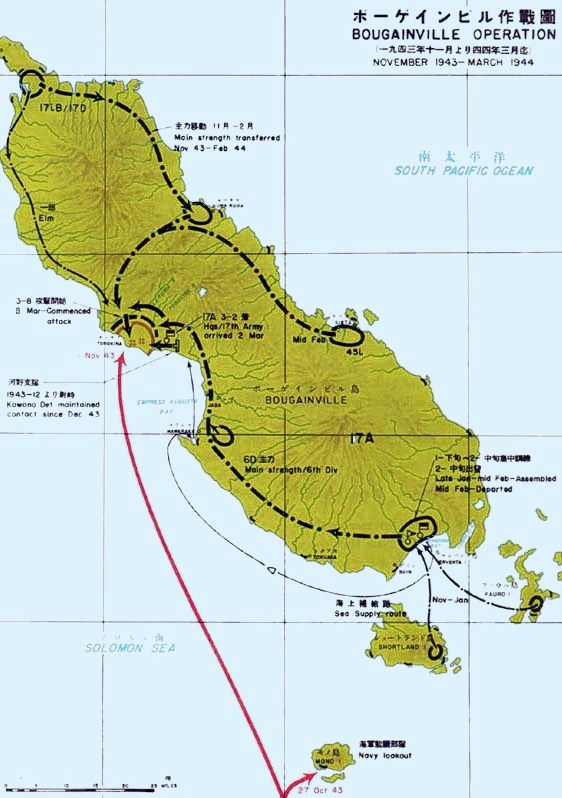
A Bougainville-en 1943 novembere és 1944 márciusa között lezajlott csapatmozgások: a fekete nyilak a japán csapatok irányait, a vörös nyilak az amerikai hídfőállásokat mutatja

A „jobbkezes szurkálás” október 27-én kezdődött, amikor 725 ejtőernyős partra szállt a Choiseul-szigeten a Blissful hadművelet (Operation Blissful) keretében. Több akciót indítottak a japán pozíciók ellen, de végül a védők rájöttek, hogy csak kevés támadóval kell számolniuk, és ellentámadást terveztek. Ennek indulása előtt, november 4-én az amerikaiakat evakuálták.
Október 27-én az az új-zélandi 3. hadosztály 8. ezrede több hullámban elözönlötte a Treasury-szigeteket, és sötétedésre biztosította fő célpontját, a Blanche-öbölbeli horgonyzóhelyet. Japán ellenállás csak a Mono-szigeten volt, a szigetlánc északi, nagyobb tagján. Az ellenállást november 12-éig teljesen felszámolták. A japánok 25 géppel támadást indítottak, de közülük 12-t lelőttek. Akciójukban megrongálódott a Cony romboló.
Október 31-én éjszaka A. S. Merrill ellentengernagy négy könnyűcirkálóból és nyolc rombolóból álló hajóhada Bukát és Bonint lőtte, majd napközben a Shortland-szigetet ágyúzta. A Saratoga és a Princeton hordozókról felszálló repülők az északi repülőtereket, míg a Henderson légitámaszpont bombázói a délieket támadták. Másnap reggel megismételték a bombázást, és a tengerészgyalogosok, a japánok legnagyobb meglepetésére, elözönlötték az Auguszta császárné-öblöt. A katonákat Wilkinson admirális egysége (Task Force 31) szállította a helyszínre. Az invázió reggel fél nyolckor kezdődött. Az első hullámban hétezer ember szállt partra az öbölben kijelölt 11 szakaszon, valamint a közeli Puruata-szigeten. A támadást a hajók ágyútüze és torpedóbombázók segítették. A part több szakaszán semmilyen ellenállásba nem ütköztek az amerikaiak.
A partot 270 japán katona és húsznál több lőállás védte, ezek közül azonban csak egy veszélyeztette igazán a partraszállást. Ebben a bunkerban egy 75 milliméteres ágyú működött, amelynek sikerült négy kétéltű járművet megsemmisítenie, több másikat megrongálnia. A löveget Robert A. Owens őrmester hallgattatta el, aki az akcióban elesett. Tettéért posztumusz Medal of Honort kapott.
A Torokina-fok előtt fekvő Puruata-szigetet egy japán szakasz védte. A védők közül 29, a tengerészgyalogosok közül öt halt meg, 32 megsebesült; a szigetet csak november 2-án sikerült biztosítani. A partraszállókat két hullámban japán repülők zaklatták, de nem okoztak különösebb károkat, miközben 15 gépet vesztettek. Az első hullámot új-zélandi, a másodikat amerikai vadászgépek zavarták meg. A teljes akcióban 78 amerikai halt meg és 104 sebesült meg.
A nap végére 14 ezer katona és hatezer tonna ellátmány érkezett Bougainville partjaira. A part keskeny volt, mögötte sűrű dzsungel és mocsaras talaj volt, így hamar káosz alakult ki a túlzsúfolt területen. Az éjszaka japán katonák megpróbáltak átcsúszni a védelmi vonalon, de megállították őket.

## Tengeri összecsapás
Rabaulból a támadás hírére két nehézcirkáló, két könnyűcirkáló és hat romboló kíséretében ezer katonát szállító konvoj indult az öböl felé. Éjfélkor még 75 kilométer távolságra voltak a keskeny hídfőtől, ahol az amerikaiak megpróbálták beásni magukat. A szárazföldi egységek és a japánok között Merril admirális csapásmérő ereje (Task Force 39) állt, amely elállta az öbölhöz vezető utat. Az amerikai hajók, négy könnyűcirkáló és nyolc romboló a három oszlopban közeledő ellenség elé sietett, habár számban és fegyverzetben is jóval alulmúlta a japán flottát. Hajnali 1.30-kor az ellenség feltűnt az amerikai zászlóshajó, a Montpelier radarján, és Merrill parancsot adott rombolóinak a torpedótámadás megindítására, majd húsz perc múlva a cirkálók is tüzet nyitottak. A japán Szendai találatokat kapott, és kigyulladt. Megsérült két romboló is, az egyik később elsüllyedt. A japán flotta összezavarodott, és visszafordult.

## Rabaul bombázása
Koga admirális úgy döntött, hogy a következő erősítést komolyabb kísérettel indítja útnak. Az éjszakai csata után három nappal Halsey admirális azt az információt kapta a légi felderítéstől, hogy hat nehézcirkáló csatlakozott Rabaulban Omori tengernagy flottájához. Ekkora flottát Merrill hajói nem tudtak volna megállítani, és képtelenek lettek volna megvédeni az amerikai hídfőt. A tengernagy kockázatos döntést hozott: megfelelő felszíni kíséret nélkül Rabaul ellen küldte a Saratoga és az Independence anyahajót.
November 5-én 96 amerikai repülőgép csapott le Rabaulra. A gépeket erős légvédelmi tűz fogadta a Simpson kikötő felett. A japán gépek csak lassan szálltak fel, és az első rajtaütés során 25-öt az amerikaiak lelőttek. Az amerikaiak tíz gép árán megrongáltak hat cirkálót és négy rombolót. Koga admirális nem merte a hordozók ellen küldeni hajóit, mert attól tartott, hogy azoknak erős kíséretük van, és csatahajóit visszarendelte Truk szigetére. November 11-én Chester W. Nimitz flottájának repülőgépei is csatlakoztak a támadáshoz, és végrehajtották az amerikai haditengerészet addigi legnagyobb légitámadását. Mire a gépek megérkeztek, a csatahajók már elhagyták Rabault, így mindössze egy rombolót és négy vadászgépet tudtak megsemmisíteni.

## Japán ellentámadás

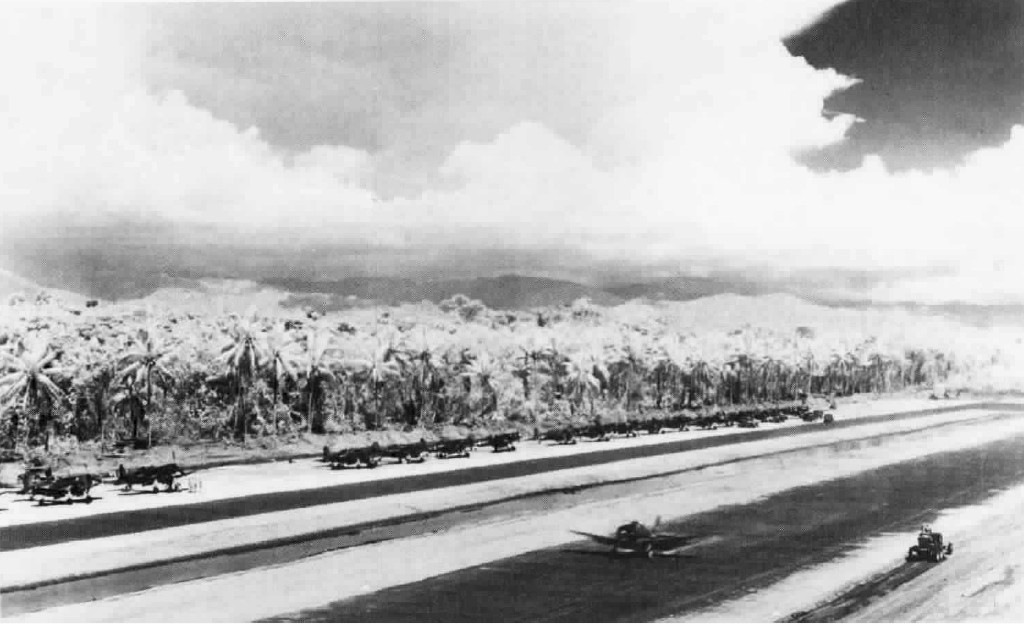
A Torokina-fok reptere

A bougainville-i japán szárazföldi csapatok parancsnoka, Hjakutake tábornok elkövette azt a hibát, hogy késlekedett az amerikai hídfő elleni támadás megindításával. A parancsnok, mivel nem tudta, hogy az amerikaiak repülőteret akarnak építeni a mocsárba, úgy vélekedett, a hadmozdulatok fő célja, hogy csapatait kicsalogassák a repülőterekről. Ez a késlekedés lehetővé tette, hogy a tengerészgyalogosok beássák magukat.
Hjakutake katonái végül két irányból indultak. Két zászlóalj Buinból indult a dzsungelen keresztül a hídfő felé, míg a 17. hadosztályt hajón vitték Rabaulból, hogy az amerikaiaktól északra partra szálljanak. November 6-7-én 475 katonának sikerült elérnie Bougainville partját mintegy három kilométerre a hídfőtől. Egy amerikai szakasz ugyan ott volt a partraszállás helyén, de nem tudták eldönteni, hogy milyen nemzetiségű csapatok érkeznek. A japánok ugyanazzal a problémával szembesültek, mint korábban az amerikaiak: az erős hullámzás szétszórta őket, és a sűrű, mocsaras dzsungellel övezett keskeny parton nem tudtak megszerveződni. Az amerikai hídfő balszárnya hamar lőni kezdte a partot Walter Asmuth Jr alezredes vezetésével.
Kevéssel reggel nyolc után mintegy száz japán katona megtámadta az amerikai pozíciókat, de a tüzérségi tűz hatására kénytelenek voltak beásni magukat. Az amerikaiak ellentámadásba mentek át, de a hatékony géppuskatűz megállította őket, majd egy másik hasonló akciójuk is kudarcba fulladt. Ezután megkezdődött a japán állások heves ágyúzása. November 8-án reggel a tengerészgyalogosok újabb támadást indítottak, amely csak csekély ellenállásba ütközött. A területen 250 japán katona holttestére bukkantak. A túlélők észak felé vonultak vissza, de a mundai bázisról induló zuhanóbombázók csapást mértek rájuk.

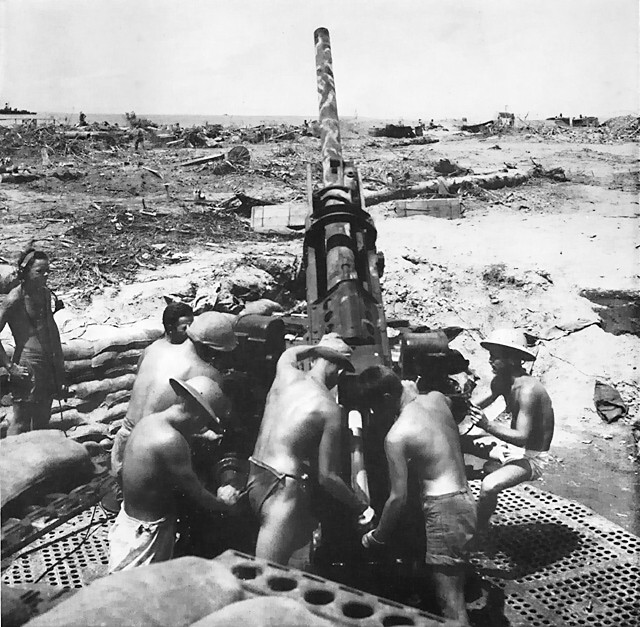
Légelhárító löveg a Torokina-foknál

A hídfő körül az amerikaiak erős védelmi pozíciókat építettek ki. A katonák egyre mélyebben hatoltak be az őserdőbe egy kulcsfontosságú ösvénytalálkozás felé, ahol japán ellenállásba ütköztek. A tengerészgyalogosok lezárták a Numa Numa ösvényt, és a november 5-éről 6-ára virradó éjjel két támadást is visszavertek. Másnap egy erősebb egységet is meghátrálásra késztettek. Az első komolyabb japán ellentámadás november 8-án következett be, amikor a dzsungelen keresztül megérkeztek az egységek a hídfőhöz. November 9-én mindkét oldal támadást indított, és a japánokat visszavetették. A két napig tartó harcokban 12 tengerészgyalogos elesett, harminc megsebesült, míg a japán halottak száma száz volt.
A tengerészgyalogosok elfoglalták az öböl szárazföldi vége fölé magasodó 1200 méter magas gerincet. Onnan az amerikaiak uralták a térséget, és minden japán áttörési kísérletet visszavertek. November 8-án megérkezett az első komolyabb amerikai erősítés, amikor partra szálltak a 37. hadosztály első alakulatai. November 19-éig a teljes hadosztály elfoglalta pozícióját Bougainville-en. November 9-én Vandegrift tábornokot Roy S. Geiger vezérőrnagy váltotta a csapatok élén. November 11-ére minden japán támadást visszavertek. Mivel a japánok alaposan alulbecsülték az amerikai erők létszámát, valójában egy pillanatig sem volt esélyük komolyabb károkozásra.
November 25-én öt japán romboló erősítést hozott Bukába, majd fedélzetére vette az állandó bombázásokkal tönkretett repülőtér miatt feleslegessé vált pilótákat, és elindult visszafelé. Amerikai légi járőrök azonban észlelték a konvojt, és Arleigh Burke kapitány öt rombolója megtámadta őket a szorosban. A csatában három japán hajó elsüllyedt, a másik kettőt pedig szinte Rabaulig üldözték az amerikai hajók.
November 11-ére a japánok 121 repülőt és 86 pilótát vesztettek, akiket Rabaul megerősítésére küldtek. Koga tengernagy úgy döntött, hogy a túlélőkre szüksége van a hordozóin, és november 12-én visszarepült Trukra. Ezeknek a repülőknek a hiánya miatt a japán légierő csak passzívan vehetett részt a Gilbert-szigetek védelmében, amelyek ellen Nimitz admirális indított akciót a hónap végén.

## A hídfő kiterjesztése

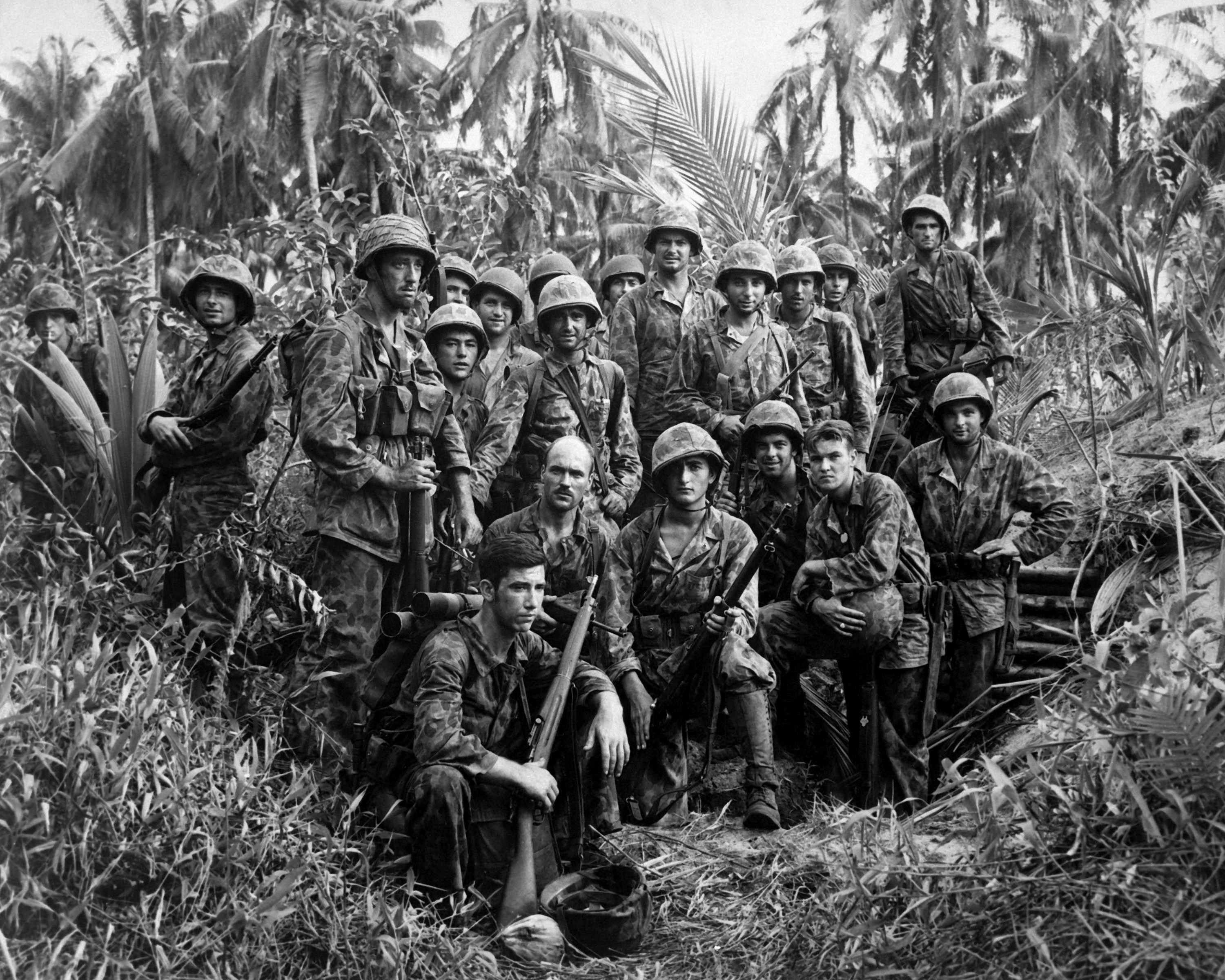
Amerikai tengerészgyalogosok

A Numa Numa és a kelet-nyugat irányú ösvények kereszteződése azért volt különösen fontos, mert az amerikai felderítők alkalmasnak ítélték a területet a repülőtér megépítésére. Ahhoz, hogy a munkálatok biztonságosan megkezdődhessenek, az amerikaiaknak egy előretolt állást kellett létesíteniük a leendő létesítmény helyszínén. November 13-án az előrenyomuló tengerészgyalogosok japánokba ütköztek, és csak kétnapnyi csatározással tudták elkergetni őket. Ezután a hídfőt kiterjesztették a tervezett reptér helyszínére is.
A következő komolyabb összecsapás november 17-én kezdődött, amikor az amerikaiak megpróbálták átvenni az ellenőrzést a Piva folyó környékén. Először csak a járőrök csaptak össze, majd másnap a tengerészgyalogosok japán útakadályokba ütköztek. Ezek közül egyet november 19-én sikerült elfoglalni, de 20-án a japánok ellentámadást indítottak. Az amerikaiaknak végül sikerült átkelniük a folyón, és egy szakasz Steve J. Cibik főhadnagy vezetésével elfoglalt egy kulcsfontosságú gerincet, amelyről az egész területet ellenőrizni lehetett. November 21-én a japánok megpróbálták visszafoglalni a pozíciót, majd három újabb akciót indítottak, de az amerikaiak valamennyit visszaverték. Ezen a napon a tengerészgyalogosok nagyobb offenzívát indítottak, hogy kiszélesítsék a hídfőt.

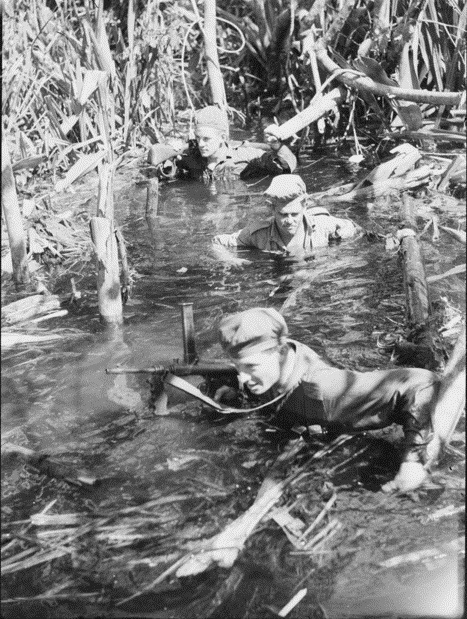
Ausztrál járőr Bougainville-en

November 23-án az amerikai tüzérség a fő japán vonalakat ágyúzta, amire a japán tüzérség válaszolt. A gerincet elfoglaló tengerészgyalogosoknak sikerült meghatározniuk a japánok fő lövegállását, és oda irányították a tüzet. November 24-én az előrenyomuló amerikaiak valamennyi kitűzött célterületet elfoglalták. November 25-én a japánoknak még sikerült megtartaniuk az amerikaiak által Gránát-hegynek nevezett magaslatot, de másnap feladták. November 24-én, bár még nem volt kész a létesítmény, egy repülő kényszerleszállást hajtott végre a Torokina-foknál.
A november 24-éről 25-ére virradó éjszaka a Szent György-foknál összecsapott a japán és az amerikai flotta. Az amerikaiaknak sikerült megakadályozniuk, hogy a japán erősítést hozó rombolók elérjék Bougainville-t. November 29-én a tengerészgyalogosok partra szálltak a hídfőtől 15 kilométerre délre található Koiarinál, ahol egy ellátó bázis működött. Az akció fiaskóval végződött, és a katonákat három romboló segítségével evakuálni kellett. December 9-én befejeződött a repülőtér építése, és másnap 17 F4U Corsair érkezett. Ezzel teljesült a bougainville-i akció célja, egy Rabaul közeli repülőtér beüzemelése.
A hídfő utolsó nagyobb kiszélesítése december elején indult meg, amikor az amerikaiak megkezdték több magaslati pont elfoglalását, ahonnan a japánok ráláttak a területükre. A legsúlyosabb harcok a Hellzapoppin-gerinc nevet kapó magaslatért folyt. Több támadás után végül december 18-án elesett a gerinc. Ezután a tengerészgyalogosokat kivonták Bougainville-ről, helyükre december 15-étől szárazföldi alakulatok érkeztek. December 30-án elkészült a második és a harmadik repülőtér is a Piva-folyó közelében. Az amerikaiak ezután képesek voltak bombázókat is indítani Bougainville-ről, így fokozhatták a nyomást Rabaulon.

## Japán offenzíva

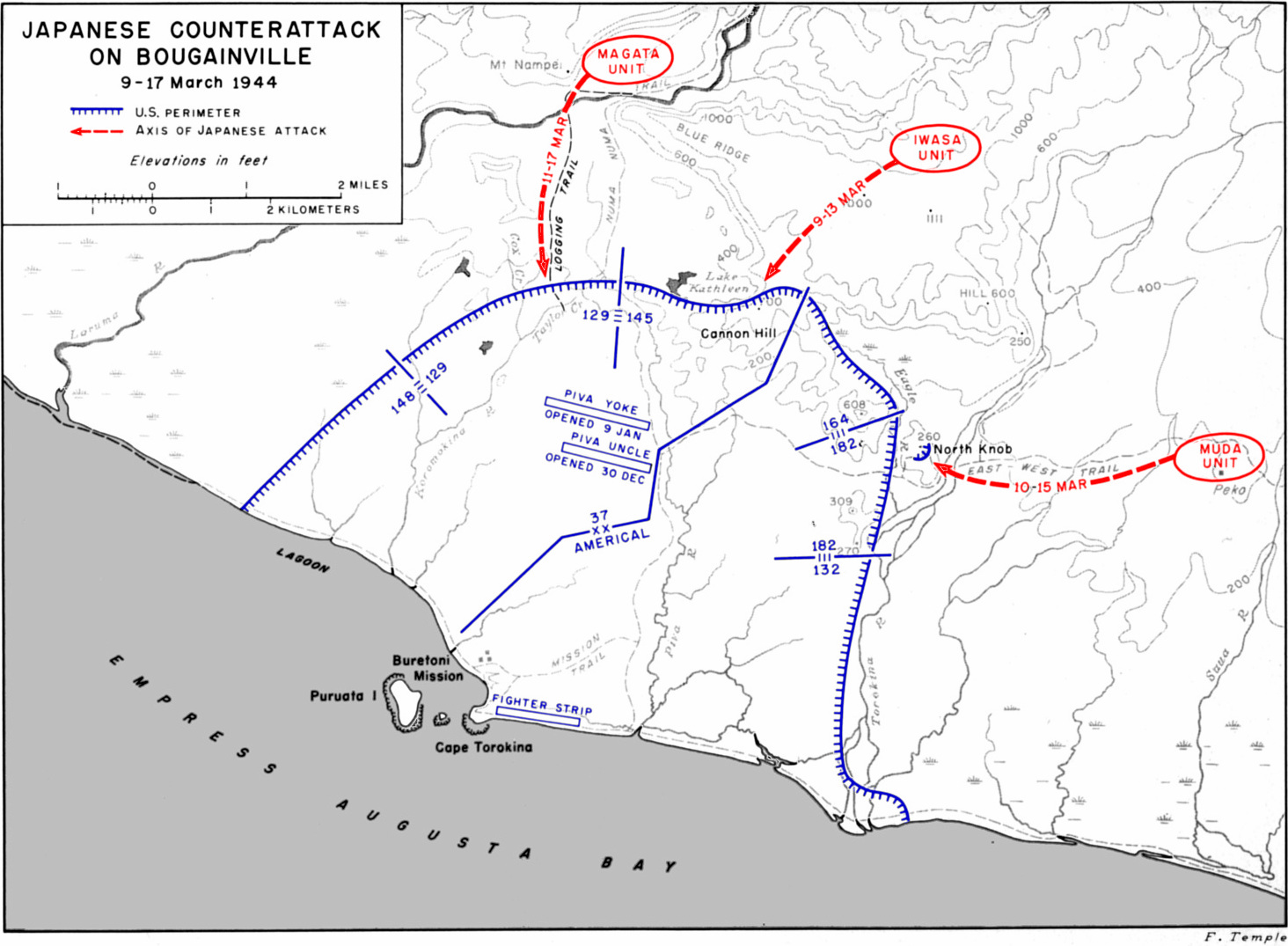
A japán támadás

Hjakutake tábornok 1944 elején úgy döntött, hogy nagyszabású offenzívát indít az amerikai hídfő ellen, amelyben a 6. és a 17. hadosztály vesz részt húszezer katonával. Az amerikaiaknak ekkorra nagyjából 62 ezer emberük volt Bougainville-en. A japánok útépítésbe kezdtek a szigeten, és elkezdték katonáikat a hídfő szárazföldi határai közelébe átcsoportosítani. A csapatmozgást észlelték az amerikai felderítők, és a terveket megtalálták halott katonáknál. Griswold tábornoknak így volt ideje felkészülni.
A japánok három irányból támadtak. A három csoport – az Ivasza-, a Magata- és a Muda-egység – parancsnokáról kapta a nevét. A Magata a hídfő jobb oldalán, az Ivasza középen, a Muda bal oldalon nyomult előre. Hjakutake úgy tervezte, hogy tíz nap alatt megveri az amerikaiakat. A támadás március 8-án, a hídfő közepén tüzérségi előkészítéssel kezdődött. A tűz ereje meglepte az amerikaiakat, de ahhoz, hogy komoly károkat okozzon, nem volt elég. Segítette őket, hogy a japánok a repülőterekre, nem pedig a frontvonalra koncentráltak. A támadásban egy bombázó és három vadászgép megsemmisült, és a többi repülő kénytelen volt Új-Britanniába visszarepülni. Az amerikai tüzérség megkezdte a japánok ágyúzását.
Az előrenyomuló japánok elfoglaltak néhány fontos magaslatot. Komoly, hullámzó harcok folytak a 700-as hegy birtoklásáért, ahonnan a japánok lőni tudták a hídfő területét. A harcok március 12-éig folytak a pozícióért. Másnap az Ivasza-egység visszavonult. A Muda-egység katonáinak sikerült beszivárogniuk az amerikai védelmi vonal mögé a 260-as magaslatnál, és megfutamították a náluk alacsonyabb létszámú védőket. Az amerikaiak három ellentámadását visszaverték. Március 11-én a megerősített japán egységek támadást indítottak a 260-as dombról, de nem jutottak előre. Március 14-én az amerikaiak arra jutottak, hogy nem indítanak több közvetlen támadást a magaslat ellen, hanem lassan szorítják ki a japánokat. A japánok a hegyet március 27-éig, az általános visszavonulás megkezdéséig megtartották. A japánok ötezer halottat és háromezer sebesültet vesztettek, míg az amerikaiak közül 263 esett el.

## Ausztrálok a szigeten

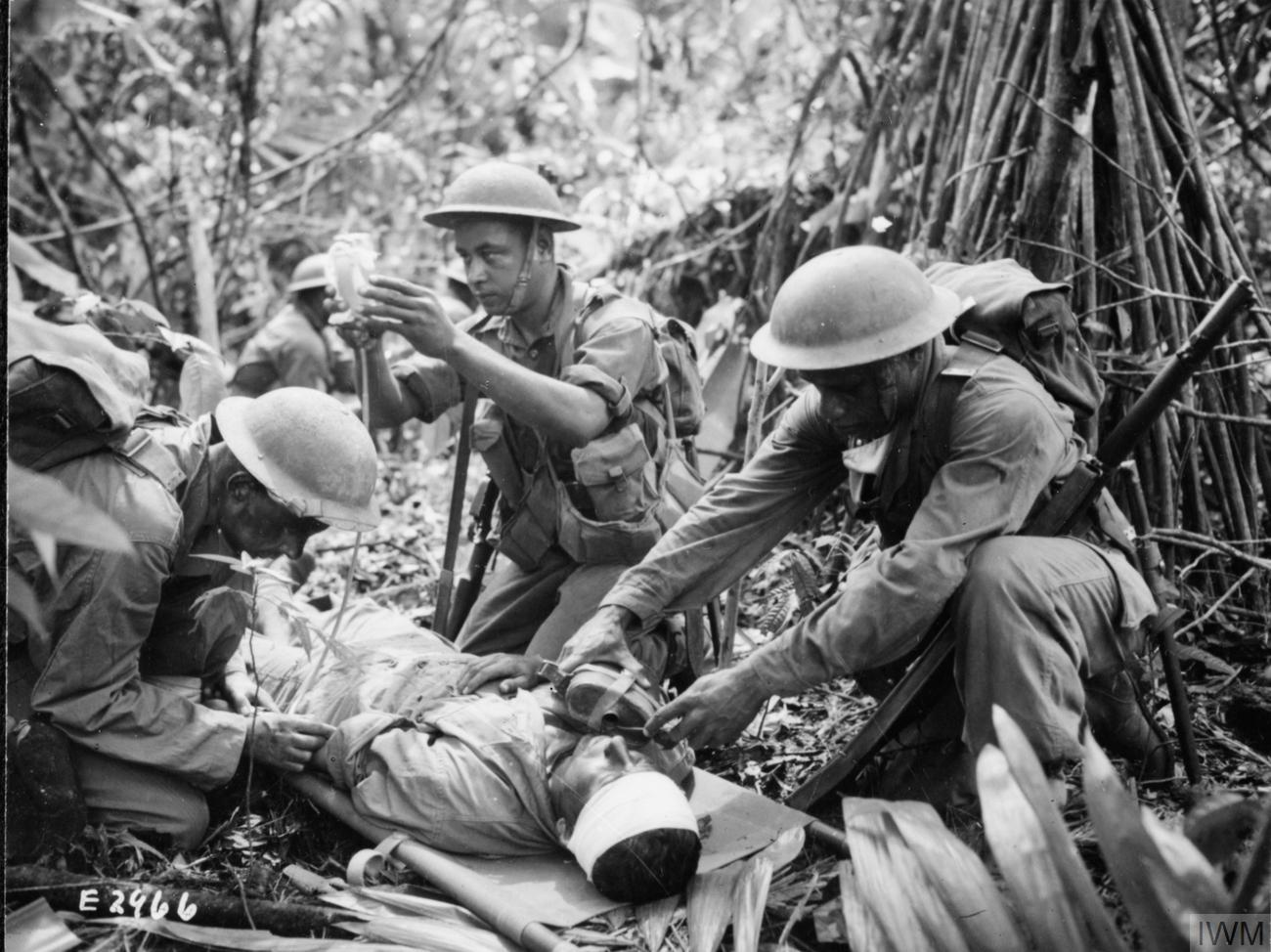
Fidzsi-szigeteki katonák sebesültet látnak el

Áprilisban az amerikaiak kiterjesztették védelmi vonalaikat, és a japánok kénytelenek voltak tovább hátrálni. Az 1944 márciusi japán offenzíva bukásával véget értek a komoly harcok. Az amerikaiak nagy hídfőt építettek ki és három repülőteret működtettek.
Az év végén ausztrál csapatok váltották fel az amerikaiakat. December 23-án az ausztrálok általános támadásba kezdtek a japán védelmi vonalak ellen. Habár az ausztrálok létszáma alacsonyabb volt a japánokénál, a védők nagyon rossz állapotban voltak: a betegségek és az éhezés havi háromezer áldozatot szedett közülük. Az akciót a Gyöngy-gerinc elleni támadás indította december 30-án, és két nap alatt sikerült az ötszáz japánt kifüstölni. A magaslatról az ausztrálok a sziget mindkét partját belátták. Lefektettek egy 900 méter hosszú kábelt, amivel felhúztak a hegy tetejére egy buldózert, amellyel utat építettek. A gerinc fontos járőrbázis lett.
December 31-én a 11. ezred a Saroken Pointtól az északnyugati parton nyomult előre, azzal a céllal, hogy a japánokat visszaszorítsa a Bonis-félszigetre, majd megsemmisítse őket. Január 19-éig jó ütemben haladtak előre, de ekkor beleütköztek a Tsimba-gerincnél magukat beásó japánokba, akiket csak február 6-án sikerült véglegesen kivetni állásaikból. Március 26-án kombinált szárazföldi és kétéltű akcióba kezdtek az ausztrálok.
Délen a 29. ezred először január 10-én a Hupai-folyónál ütközött komoly ellenállásba, ahol harckocsielhárító lövegekkel ártalmatlanították a japán bunkereket. Ezután gyors ütemben nyomultak előre, és február 11-én elfoglalták Mosigettát. Harckocsik bevetésével számos bunkert és lőállást semlegesítettek március 17–19. között. Az ausztrálok úgy értesültek, hogy a japánok ellentámadást indítanak, ezért beásták magukat. A következő napokban súlyos harcok zajlottak a területen, majd a japánok visszavonultak.
Július 3-án az ausztrálok készen álltak a Buin elleni végső offenzívára, de a szakadó eső miatt többször elhalasztották az akciót. Augusztus 11-én a japánok megadták magukat. A harcokban az ausztrálok közül 516 elesett, 1572 megsebesült, a japánok közül csak 21 090 volt életben az eredeti 65 ezer emberből.